# 디시 네트워크
디시 네트워크(Dish Network Corportation, 나스닥: DISH)는 미국의 케이블 TV 방송국으로, DirecTV에 이어 케이블 TV방송 부문 2위이다.

## 연혁
1996년에 설립이 되었다. 당시에는 마크가 달랐다. 1999년에 HD 방송을 시작했다.

## 케이블 TV
TV 채널 수는 총 500여 개로 이루어져 있다.

## 같이 보기
- DishHD